# Nyctimystes intercastellus
Espèce
Synonymes
- Litoria intercastellus (Kraus, 2012)

Nyctimystes intercastellus est une espèce d'amphibiens de la famille des Pelodryadidae.

## Répartition
Cette espèce est endémique de l'archipel d'Entrecasteaux en Papouasie-Nouvelle-Guinée. Elle se rencontre sur les îles Fergusson, Goodenough et Normanby.

## Publication originale
- Kraus, 2012 : Identity of Nyctimystes cheesmani (Anura: Hylidae), with description of two new related species. Zootaxa, no 3493, p. 1–26.